# Heteropneustes fossilis
Heteropneustes fossilis là một loài cá da trơn túi khí. Loài cá này được tìm thấy ở Ấn Độ, Pakistan, Nepal, Sri Lanka, Thái Lan và Myanma. Tại Sri Lanka, loài cá này được gọi là Hunga bởi cộng đồng nói tiếng Sinhala còn ở Ấn Độ loài này được gọi là singhi. Loài này có ở Nam Ấn Độ ở bang Kerala, nơi người ta gọi nó là kaari (Malayalam: കാരി).
H. fossilis được tìm thấy chủ yếu trong ao, mương, đầm lầy và đầm lầy, nhưng đôi khi cũng có ở những con sông bùn. Nó có thể chịu nước hơi lợ. Đó là ăn tạp. Loài cá này sinh sản ở các vùng nước được giới hạn trong các tháng gió mùa, nhưng có thể sinh sản trong ao, ao bỏ hoang, và mương khi đủ nước mưa tích tụ.
Loài này có thể chích và gây đau cho con người. Chất độc có thể bắt nguồn từ một tuyến trên gai vây ngực và đã gây ra vết đau đối với người bị chích.
Loài này dài 30 xentimét (12 in) tính theo kích thước đo cá và là một loài thủy sản quan trọng ở địa phương. Nó cũng được nuôi và được tìm thấy trong hồ cá thương mại..

## Hình ảnh

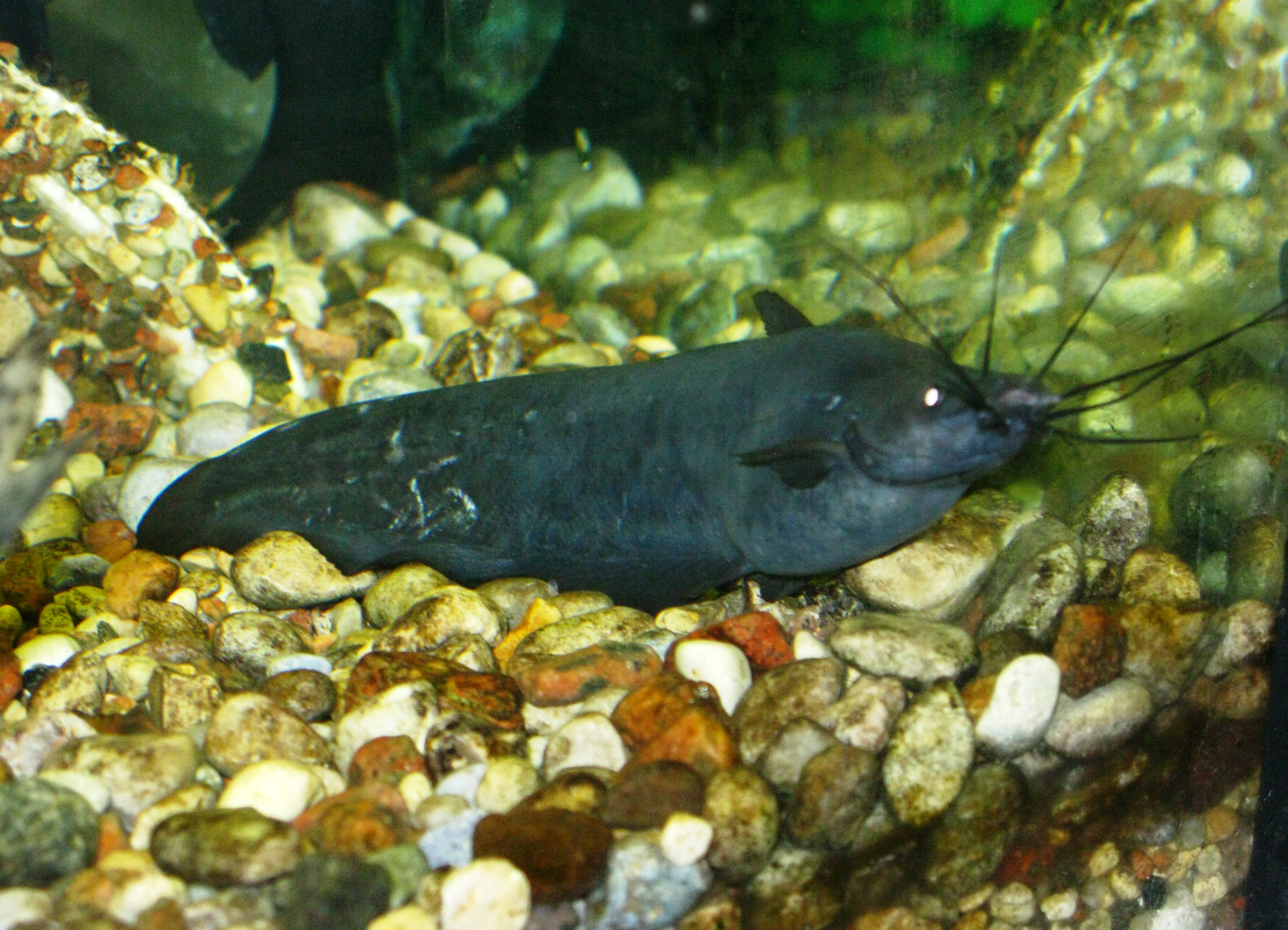
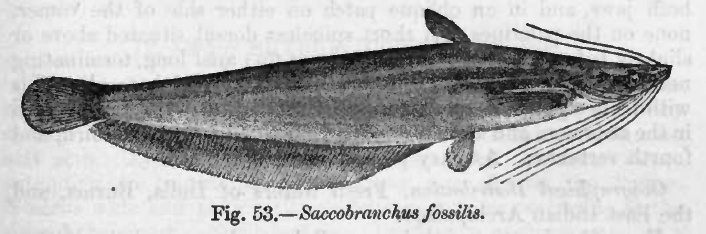